# Guy Huguet
Pour les articles homonymes, voir Huguet.
Guy Huguet est un footballeur international français né le 3 août 1923 à Gannat (Allier) où il est mort le 12 juin 1991. Il était défenseur latéral droit.

## Palmarès
- Vainqueur de la coupe de France en 1954 avec l'OGC Nice (n'a pas joué la finale)
- 12 sélections en équipe de France entre 1948 et 1952.
- 256 matches & 19 buts en championnat de France D1.
- 39 matches & 10 buts en coupe de France.

## Après carrière
- Il devient magistrat, juge d'instruction puis conseiller à la cour d'appel de Bourges.
- Membre du conseil Fédéral de la Fédération française de football de 1969 à sa mort, il en sera vice-président de 1981 à 1984.

## Anecdote
- Le 12 janvier 1998 une rue lui est dédiée à Saint-Étienne près du stade Geoffroy-Guichard : "Allée Guy Huguet".